# Miranorte
Miranorte est une municipalité brésilienne située dans l'État du Tocantins.